# Hans Krattiger
Hans Krattiger (* 30. April 1914 in Binningen; † 17. Februar 1993 in Riehen; heimatberechtigt in Oberdorf und Riehen) war ein Schweizer Theologe, Redaktor, Dichter, Holzschneider und Maler.

## Leben und Werk
Krattiger wuchs als Sohn des Hans und der früh verstorbenen Marie, geborene Schaub, mit zwei älteren Schwestern in Binningen und in Basel auf. An der Evangelischen Lehranstalt in Schiers bestand er 1935 die Eidgenössische Maturitätsprüfung.
Anschliessend studierte Krattiger Theologie an der Universität Basel und ab 1937 in Berlin an der Kirchlichen Hochschule der Bekennenden Kirche. 1940 erfolgte seine Ordination in der Stadtkirche von Liestal. Seine erste Pfarrstelle hatte Krattiger von 1941 bis 1946 in der Gemeinde Lütisburg inne, danach war er in Rheinfelden tätig. 1951 gab er das Pfarramt auf und arbeitete fortan als Journalist.
Ab 1952 war er in der Redaktion der Basler National-Zeitung tätig und betreute dort unter anderem die Samstagsbeilage «Ratsstübli». Unter dem Pseudonym «Bebbi» übernahm er 1954 die Verantwortung für die Kolumne «Zwischen Wiese und Birs» in der Riehener Zeitung, von 1976 bis 1984 arbeitete er vollzeitlich für die Zeitung. Daneben schrieb er fast zwanzig Jahre lang für das Oberbadische Volksblatt als «Vetter Jörg» einmal pro Woche einen «Brief aus Basel».
Krattiger erwarb mit seiner Frau Trudi, geborene Enzler, 1975 das Bürgerrecht von Riehen. Auf seine Initiative hin wurde 1970 in Riehen die Kommission für bildende Kunst gegründet, der er viele Jahre angehörte, und bis 1987 organisierte er auch Autorenabende. Krattiger war Redaktionsmitglied und Autor des Jahrbuchs z’Rieche. Für das Kulturressort der Gemeinde stellte er beispielsweise die Lebensläufe von 65 Frauen und Männern zusammen, die malend und dichtend in Riehen gelebt hatten.
Als Dichter und Poet schrieb Krattiger Gedichte in alemannischer Mundart. Seine Vorbilder waren Johann Peter Hebel und Matthias Claudius. Krattiger schuf zahlreiche Linol- und Holzschnitte sowie Terrakottaplastiken, vor allem aber Aquarelle mit Stillleben. Zudem illustrierte er Gedichte Johann Peter Hebels. Als Maler und Aquarellist stellte Krattiger zum ersten Mal 1974 in der Galerie «Zur Alten Kanzlei» in Zofingen aus. Weitere Ausstellungen folgten in Basel, Riehen, Zug, auf Schloss Jegenstorf und in Ortschaften der badischen Nachbarschaft, der er sich besonders verbunden fühlte.
Die Gemeinde Hausen im Wiesental zeichnete Hans Krattiger 1983 mit der Johann-Peter-Hebel-Gedenkplakette aus. Krattiger war der Vater von Ursa Krattiger.